# Nationaal park Nordre Isfjorden
Nationaal park Nordre Isfjorden (Noors: Nordre Isfjorden nasjonalpark) is een nationaal park op Spitsbergen in Noorwegen. Het park werd opgericht in 2003 en is 2952,1 vierkante kilometer groot. Het landschap bestaat uit de kust en eilanden aan de noordzijde van de Isfjord. Op de kustkliffen en eilandjes  (Alkhornet, Daudmannsøyra) komen veel vogels voor. 
Het nationaal park ligt in de landstreken Oscar II Land, James I Land en Dickson Land, en omvat een deel van het fjord Isfjord en het Nordfjorden.